# Нидерберкирхен
Нидерберкирхен (њем. Niederbergkirchen) општина је у њемачкој савезној држави Баварска. Једно је од 31 општинског средишта округа Милдорф ам Ин. Према процјени из 2010. у општини је живјело 1.245 становника. Посједује регионалну шифру (AGS) 9183130.

## Географски и демографски подаци
Нидерберкирхен се налази у савезној држави Баварска у округу Милдорф ам Ин. Општина се налази на надморској висини од 489 метара. Површина општине износи 24,7 km². У самом мјесту је, према процјени из 2010. године, живјело 1.245 становника. Просјечна густина становништва износи 50 становника/km².